# 高城荘吉
高城 荘吉（高城 莊吉、たかぎ そうきち、1875年（明治8年）11月11日 - 1960年（昭和35年）5月22日）は、大日本帝国陸軍軍人。最終階級は陸軍少将・従四位・勲三等・功三級。

## 経歴・人物
鹿児島県出身。1899年（明治32年）陸軍士官学校第11期卒業。
1923年（大正12年）8月に陸軍歩兵大佐・麻布連隊区司令官、1926年（大正15年）3月に歩兵第4連隊長を経て、1929年（昭和4年）8月に陸軍少将に昇進と同時に待命。同年8月末に予備役に編入する。

## 栄典
勲章等
- 1940年（昭和15年）8月15日 - 紀元二千六百年祝典記念章[3]